# BICz-11
BICz-11 (ros. БИЧ-11) – radziecki samolot eksperymentalny. Konstrukcja miała być pierwszym zbudowanym w Związku Radzieckim rakietoplanem, samolotem napędzanym silnikiem rakietowym.

## Historia
Konstruktorem maszyny był Borys Iwanowicz Czeranowski, prekursor budowy samolotów i szybowców w układzie bezogonowym z lat 20. XX wieku. Jedną z nich był samolot BICz-7, który okazał się być jednak maszyną nieudaną. W celu wyjaśnienia przyczyn porażki, zbudowano szybowiec oznaczony jako BICz-8. Była to konstrukcja wyposażona w trapezowe skrzydła, która okazała się być w pełni sprawnym szybowcem. Jej powiększoną wersją była maszyna oznaczona jako BICz-11. W 1933 roku podjęto próbę budowy na bazie BICz-11 rakietoplanu, poprzez instalację silnika rakietowego Cander OR-2. Silnik na ciekły materiał pędny, wykorzystujący benzynę i ciekły tlen, był w stanie generować ciąg rzędu 50 kG. Propagatorem i entuzjastą takiego rozwiązania był Siergiej Korolow, późniejszy pionier radzieckiego programu kosmicznego, będący w owym czasie członkiem nieformalnej Grupy Badania Ruchu Odrzutowego (GIRD). W celu instalacji silnika zmodyfikowano konstrukcję płatowca. Zainstalowano klasyczne kołowe podwozie główne oraz tylną płozę. Dodano nowe konsole skrzydeł o większym wydłużeniu. Tak zmodyfikowana konstrukcja otrzymała oznaczenie RP-1 (ros. Ракетный Планёр - Rakietnyj Planier - szybowiec rakietowy). RP-1 miał być zdolny do osiągnięcia prędkości 140 km/h, pułapu rzędu 1500 metrów i  przebywania w powietrzu przez okres około 7 minut. Jeszcze przed instalacją silnika OR-2, Korolow sam wykonał kilka lotów szybowcowych na BICz-11 w celu poznania jego charakterystyk lotnych. Ostatecznie silnik OR-2 nie został zainstalowany na BICz-11. Konstrukcja silnika była ciągle niedopracowana a w 1933 zmarł jego konstruktor Fridrich Cander. Dokonano kolejnej modyfikacji płatowca, na rzecz klasycznego silnika tłokowego ABC Scorpion. Tak wyposażony BICz-11 wykonał według niepotwierdzonych informacji kilka udanych lotów. Na bazie doświadczeń z RP-1, w GIRD planowano budowę maszyny oznaczonej jako RP-2, zdolnej do lotu na wysokość rzędu 10-12 km, z dwuosobową załogą.